# إمبراطورية الأرض 3
إمبراطورية الأرض 3 (بالإنجليزية: Empire Earth III)‏ هي لعبة فيديو صدرت في نوفمبر 6, 2007، وهي متوفرة على أجهزة مايكروسوفت ويندوز. اللعبة من تطوير روكستار نيو انغلاند ومن نشر سييرا إنترتينمنت.